# Kurt Gehlisch
Kurt Gehlisch (* 30. März 1937; † 4. August 2019 in Gelsenkirchen) war ein deutscher Fußballspieler. Von 1958 bis 1963 hat er in der damals erstklassigen Fußball-Oberliga West als Defensivspieler im WM-System bei Westfalia Herne 108 Ligaspiele absolviert und 17 Tore erzielt. In der Saison 1959/60 wurde er mit Herne Vizemeister in der Oberliga West und kam in der nachfolgenden Endrunde um die deutsche Fußballmeisterschaft in allen sieben Begegnungen zum Einsatz. Von 1963 bis 1966 spielte er mit der Westfalia noch drei Runden in der zweitklassigen Fußball-Regionalliga West und absolvierte weitere 73 Ligaspiele mit zwölf Toren.

## Laufbahn
Nach der Saison 1957/58 wechselte der 20-jährige Amateurfußballer des SV Wanne 1911 aus der Kreisklasse in die Oberliga zu Westfalia Herne.
Das Oberligadebüt von Gehlisch fand am achten Spieltag der Saison 1958/59, am 12. Oktober 1958, bei einem 5:0-Heimerfolg gegen RW Oberhausen statt. Er bildete dabei vor Torhüter Hans Tilkowski mit Alfred Pyka und Helmut Benthaus die Läuferreihe des Gastgebers. Gehlisch kam in seiner ersten Herner Saison zu keinem weiteren Ligaeinsatz mehr. Alex Kraskewitz dagegen, von Arminia Ickern aus der Verbandsliga Westfalen gekommen, schaffte es auf Anhieb in die Stammformation des neuen Westmeisters. In seinem zweiten Herner-Jahr, 1959/60, gelang dem Verteidiger und Außenläufer aber der Durchbruch in der Elf von Trainer Fritz Langner. Er stand bereits am Rundenstarttag, den 23. August 1959, bei einem 2:0-Heimerfolg gegen Fortuna Düsseldorf, im Team des Titelverteidigers. Er bildete mit Wilhelm Kellermann das Verteidigerpaar. Er erlebte auf dem Weg zur Vizemeisterschaft im Nachholspiel am 20. Dezember 1959 gegen Schwarz-Weiß Essen eine 0:5-Schlappe, wobei er mit Pyka und Benthaus die Läuferreihe gebildet hatte. Der Angriff von SWE mit Horst Trimhold, Hubert Schieth, Manfred Rummel, Hans Küppers und Theo Klöckner spielte in diesen Wochen in absoluter Hochform und gewann acht Tage später in Kassel mit einem 5:2 gegen Borussia Neunkirchen den DFB-Pokal. Die Runde beendeten Gehlisch und Kollegen am 24. April 1960 mit einem 3:0-Heimerfolg gegen Schwarz-Weiß Essen und waren damit Vizemeister, der stolze Pokalsieger stieg aber in die 2. Liga West ab. Gehlisch hatte sich vor 28.000 Zuschauern im Stadion am Schloss Strünkede als Torschütze ausgezeichnet.
Bevor der Westvizemeister in die Gruppenspiele um die deutsche Fußballmeisterschaft eingreifen konnte, stand noch am 7. Mai 1960 ein Qualifikationsspiel in Hannover gegen Kickers Offenbach, den Südvizemeister, an. Herne setzte sich mit einem 1:0 durch und trat damit in der Gruppe I gegen die Konkurrenten Karlsruher SC, Borussia Neunkirchen und den Hamburger SV an. Diese Endrunde sollte zum sportlichen Höhepunkt für den Fußballer Kurt Gehlisch werden. Er vertrat in allen sieben Spielen um die deutsche Meisterschaft die Blau-Weißen aus Herne. Zwar war am Ende das Abschneiden seiner Mannschaft mit 3:9 Punkten nicht wirklich befriedigend, aber insbesondere die Duelle gegen den KSC (4:5, 2:2) und HSV (3:4, 1:2) waren dramatische Begegnungen mit hohem Erlebniswert und Torfolge.
Im Karlsruher Wildparkstadion begann für Gehlisch und seine Herner Mitspieler gegen den Südmeister die Gruppenphase. Der Gastgeber, bauend auf die überdurchschnittlich besetzte Defensive mit Torhüter Rudi Fischer, den Verteidigern Max Schwall, Gustav Witlatschil, der Läuferreihe Heinz Ruppenstein, Bernhard Termath, Horst Szymaniak und den gefährlichen Angreifern Willy Reitgaßl, Günther Herrmann und Friedel Späth verdankte den 5:4-Erfolg in deutlichem Umfang der Glücksgöttin Fortuna: Zwei Eigentore warfen Herne zurück, 22 Minuten mussten sie nach dem Platzverweis von Kurt Sopart mit zehn Mann durchstehen und schließlich versagte Schiedsrichter Fritz beim Stand von 1:0 für die Westfalia nach einem Foul an Otto Luttrop einen fälligen Elfmeter. [...] Helmut Benthaus wird im Sport-Magazin mit folgender Aussage zitiert: „Ich könnte heulen. Seitdem ich Fußball spiele, verlor ich noch nie so unglücklich und unverdient wie heute. Alles hatte sich gegen uns verschworen. Wenn wir sieben Treffer erzielt hätten, dann hätte der Gegner durch dumme Zufälle eben acht geschafft.“ Ebenso waren die zwei Spiele gegen den späteren Deutschen Meister Hamburger SV von Dramatik geprägt und zweimal ging Herne als unglücklicher Verlierer vom Platz. Trotzdem waren die Kämpfe gegen Angreifer wie Klaus Neisner, Horst Dehn, Uwe Seeler, Klaus Stürmer und Gert Dörfel vor 35.000 Zuschauern in Herne und 71.000 Zuschauern im Hamburger Volksparkstadion, herausragende Erlebnisse in der Fußballkarriere von Kurt Gehlisch.
Nach der Vizemeisterschaft belegte die Westfalia 1961 den 5. und 1962 den 6. Rang, ehe im letzten Jahr der alten erstklassigen Oberliga, 1963/64, der Absturz der Westfalia erfolgte. Unter Langner Nachfolger Fritz Silken belegte Herne den 14. Rang und wurde nicht in die ab 1963/64 startende Fußball-Bundesliga aufgenommen. Gehlisch war mit 29 Ligaeinsätzen und sechs Toren eine Konstante und einer der wenigen Leistungsträger in dieser enttäuschenden Runde. Er ging mit seinem Verein 1963/64 mit in die neue zweitklassige Fußball-Regionalliga West. 
Mit den Abgängen von Tilkowski, Luttrop, Pyka, Hans Cieslarczyk und Jürgen Bandura verschlechterte sich aber in den nächsten Runden deutlich die sportliche Substanz von Westfalia Herne und Gehlisch bestritt am 24. April 1966 unter Trainer Herbert Burdenski und an der Seite der neuen Mitspieler wie Wolfgang Scheid und Günter Graetsch bei einer 0:5-Auswärtsniederlage bei RW Essen sein letztes Ligaspiel für die Westfalia. 
Gehlisch beendete im Sommer 1966 seine höherklassige Spielerlaufbahn.